# Marek Twardowski (polityk)
Marek Twardowski (ur. 8 marca 1950 we Wrocławiu) – polski lekarz, działacz medycznych związków zawodowych i urzędnik państwowy, w latach 2007–2010 podsekretarz stanu w Ministerstwie Zdrowia.

## Życiorys
W 1974 ukończył studia medyczne w Akademii Medycznej we Wrocławiu. Uzyskał następnie specjalizacje z zakresu medycyny rodzinnej i chorób wewnętrznych. W 2001 ukończył podyplomowe studia z zarządzania placówkami służby zdrowia w Wyższej Szkole Handlu i Finansów Międzynarodowych we Wrocławiu.
W latach 1974–1998 był starszym asystentem oddziału wewnętrznego szpitala w Nowej Soli i kierownikiem przychodni rejonowej w tym mieście. W 1998 został dyrektorem niepublicznego zakładu opieki zdrowotnej lekarzy rodzinnych. W 1980 należał do założycieli komitetu NSZZ „Solidarność” w nowosolskim szpitalu, będąc do wprowadzenia stanu wojennego jego przewodniczącym i wiceprzewodniczącym. W 2003 należał do grona założycieli Porozumienia Zielonogórskiego, należał do jego prezydium i pełnił funkcję sekretarza. Z ramienia PZ był głównym negocjatorem w rozmowach z Ministerstwem Zdrowia.
21 listopada 2007 powołany na stanowisko wiceministra zdrowia w ramach umowy pomiędzy Porozumieniem Zielonogórskim a Platformą Obywatelską. 16 grudnia 2010 złożył dymisję w związku ze sporem o kontrakty Narodowym Funduszem Zdrowia na rok 2011 i opóźnieniami w przygotowaniu listy leków refundowanych, przyjęto ją 20 grudnia. Powrócił później do Porozumienia Zielonogórskiego jako wiceprezes zarządu.
Jest żonaty.